# كاي جارديللا
كاي جارديللا (بالإنجليزية: Kay Gardella)‏ هي صحفية أمريكية، ولدت في 23 فبراير 1923، وتوفيت في 13 أبريل 2005 في نيويورك في الولايات المتحدة بسبب سرطان.